# Liste von Erhebungen in Mecklenburg-Vorpommern
Die Liste von Erhebungen in Mecklenburg-Vorpommern enthält eine Auswahl von Erhebungen im deutschen Bundesland Mecklenburg-Vorpommern.

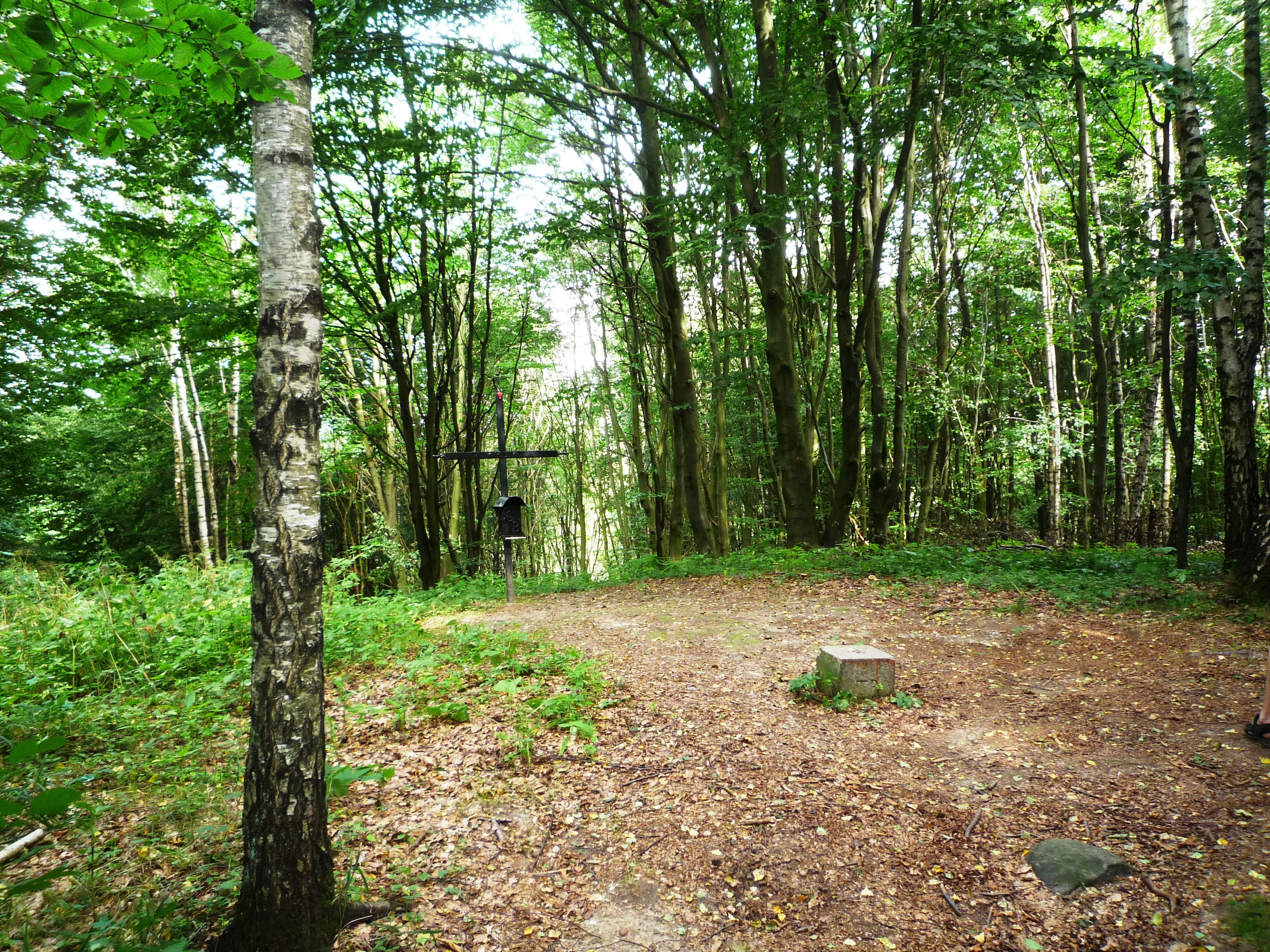
Gipfel der Helpter Berge, der höchsten Erhebung in Mecklenburg-Vorpommern

## Erhebungen über 100 m
| Name                  | Höhe (m ü. NHN) | Landkreis/ kreisfreie Stadt | Lage                                          | Bemerkung                                                       |
| Helpter Berg          | 179             | Mecklenburgische Seenplatte | Helpter Berge, bei Woldegk                    | höchste Erhebung im Landkreis Mecklenburgische Seenplatte       |
| Ruhner Berg           | 176,6           | Ludwigslust-Parchim         | Ruhner Berge, bei Marnitz                     | höchste Erhebung im Landkreis Ludwigslust-Parchim               |
| Dachsberg             | 172,4           | Ludwigslust-Parchim         | Ruhner Berge                                  |                                                                 |
| Vogelkirsche          | 166,6           | Mecklenburgische Seenplatte | nahe Schlicht bei Feldberg                    |                                                                 |
| Piekberg              | 161             | Vorpommern-Rügen            | Nationalpark Jasmund, Insel Rügen             | höchste Erhebung von Landkreis Vorpommern-Rügen und Insel Rügen |
| Petersilienberg       | 154             | Mecklenburgische Seenplatte | Helpter Berge, westlich von Groß Daberkow     |                                                                 |
| Marnitzer Höhe        | 153,1           | Mecklenburgische Seenplatte | Brohmer Berge, nahe Matzdorf                  |                                                                 |
| Trenzer Berg          | 150,6           | Vorpommern-Rügen            | Nationalpark Jasmund, Insel Rügen             |                                                                 |
| Hohe Burg             | 147,4           | Rostock                     | Naturschutzgebiet Hohe Burg und Schwarzer See | höchste Erhebung im Landkreis Rostock                           |
| Boner Berg            | 147,2           | Vorpommern-Rügen            | Nationalpark Jasmund, Insel Rügen             |                                                                 |
| Rosenberg             | 147             | Mecklenburgische Seenplatte | südwestlich von Feldberg                      |                                                                 |
| Hirschberg            | 143,5           | Mecklenburgische Seenplatte | Nationalpark Müritz                           |                                                                 |
| Reiherberg            | 143             | Mecklenburgische Seenplatte | Feldberger Seenlandschaft                     |                                                                 |
| Luderberg             | 133,3           | Vorpommern-Greifswald       | Brohmer Berge, nahe Klepelshagen              | höchste Erhebung im Landkreis Vorpommern-Greifswald             |
| Brohmer Berg          | 131             | Mecklenburgische Seenplatte | Brohmer Berge                                 |                                                                 |
| Diedrichshagener Berg | 129,7           | Rostock                     | Kühlung                                       |                                                                 |
| Galgenberg            | 127,5           | Mecklenburgische Seenplatte | südwestlich von Woldegk                       |                                                                 |
| Namenlose Erhebung?   | 127,2           | Mecklenburgische Seenplatte | südlich von Woldegk                           |                                                                 |
| Schmooksberg          | 127             | Rostock                     | zwischen Teterow und Laage                    |                                                                 |
| Wulfsberg             | 127             | Ludwigslust-Parchim         | Ruhner Berge                                  |                                                                 |
| Langer Berg           | 124,8           | Ludwigslust-Parchim         | südwestlich von Parchim                       |                                                                 |
| Serrahner Berge       | 124,2           | Mecklenburgische Seenplatte | Nationalpark Müritz                           |                                                                 |
| Schlanker Berg        | 123,7           | Mecklenburgische Seenplatte | Mecklenburgische Schweiz                      |                                                                 |
| Hardtberg             | 123             | Rostock                     | Mecklenburgische Schweiz                      |                                                                 |
| Scharfer Berg         | 122,5           | Mecklenburgische Seenplatte | nahe Woldegk                                  |                                                                 |
| Klebensberg           | 122             | Ludwigslust-Parchim         | Ruhner Berge                                  |                                                                 |
| Buchberg              | 118             | Ludwigslust-Parchim         | südwestlich des Plauer Sees, Gemeinde Ganzlin |                                                                 |
| Lünenberg             | 118             | Nordwestmecklenburg         | Gemarkung Passee                              | höchste Erhebung im Landkreis Nordwestmecklenburg               |
| Königsstuhl           | 117,9           | Vorpommern-Rügen            | Nationalpark Jasmund, Insel Rügen             |                                                                 |
| Strelitzer Berg       | 116,6           | Mecklenburgische Seenplatte | Nationalpark Müritz                           |                                                                 |
| Ostberg               | 115             | Rostock                     | Mecklenburgische Schweiz                      |                                                                 |
| Ziegler Berg          | 113,1           | Vorpommern-Greifswald       | Brohmer Berge                                 |                                                                 |
| Heideberg             | 112,9           | Nordwestmecklenburg         | östlich von Grevesmühlen                      |                                                                 |
| Kalkberg              | 112             | Rostock                     | Kühlung                                       |                                                                 |
| Mohrberg              | 111             | Mecklenburgische Seenplatte | Mecklenburgische Seenplatte                   |                                                                 |
| Schlorfscher Berg     | 110,3           | Mecklenburgische Seenplatte | bei Altenhagen                                |                                                                 |
| Großer Jägerberg      | 110             | Rostock                     | Kühlung                                       |                                                                 |
| Krähenberg            | 110             | Rostock                     | Gemeinde Carinerland                          |                                                                 |
| Zimmerberg            | 110             | Rostock                     | Kühlung                                       |                                                                 |
| Tempelberg            | 107             | Vorpommern-Rügen            | Granitz, Insel Rügen                          |                                                                 |
| Tabaksberg            | 106             | Rostock                     | Mecklenburgische Schweiz                      |                                                                 |
| Rotemoorberg          | 105,1           | Mecklenburgische Seenplatte | bei Wesenberg                                 |                                                                 |
| Tobiasberg            | 104,8           | Ludwigslust-Parchim         | bei Stolpe                                    |                                                                 |
| Fuchsberg             | 104             | Nordwestmecklenburg         |                                               | namensgebend für Autobahnraststätte Fuchsberg                   |
| Granziner Heidberge   | 102,8           | Ludwigslust-Parchim         | bei Greven                                    |                                                                 |
| Primerberg            | 102             | Rostock                     | Mecklenburgische Schweiz                      |                                                                 |
| Galgenberg            | 101             | Mecklenburgische Seenplatte | Nationalpark Müritz                           |                                                                 |
| Namenlose Erhebung?   | 100,4           | Rostock                     | Heidberge                                     |                                                                 |
| Käflingsberg          | 100,2           | Mecklenburgische Seenplatte | Nationalpark Müritz                           |                                                                 |
| Iserberg              | 100             | Nordwestmecklenburg         | östlich von Grevesmühlen                      |                                                                 |
| Jägerberg             | 100             | Rostock                     | Kühlung                                       |                                                                 |

## Erhebungen unter 100 m

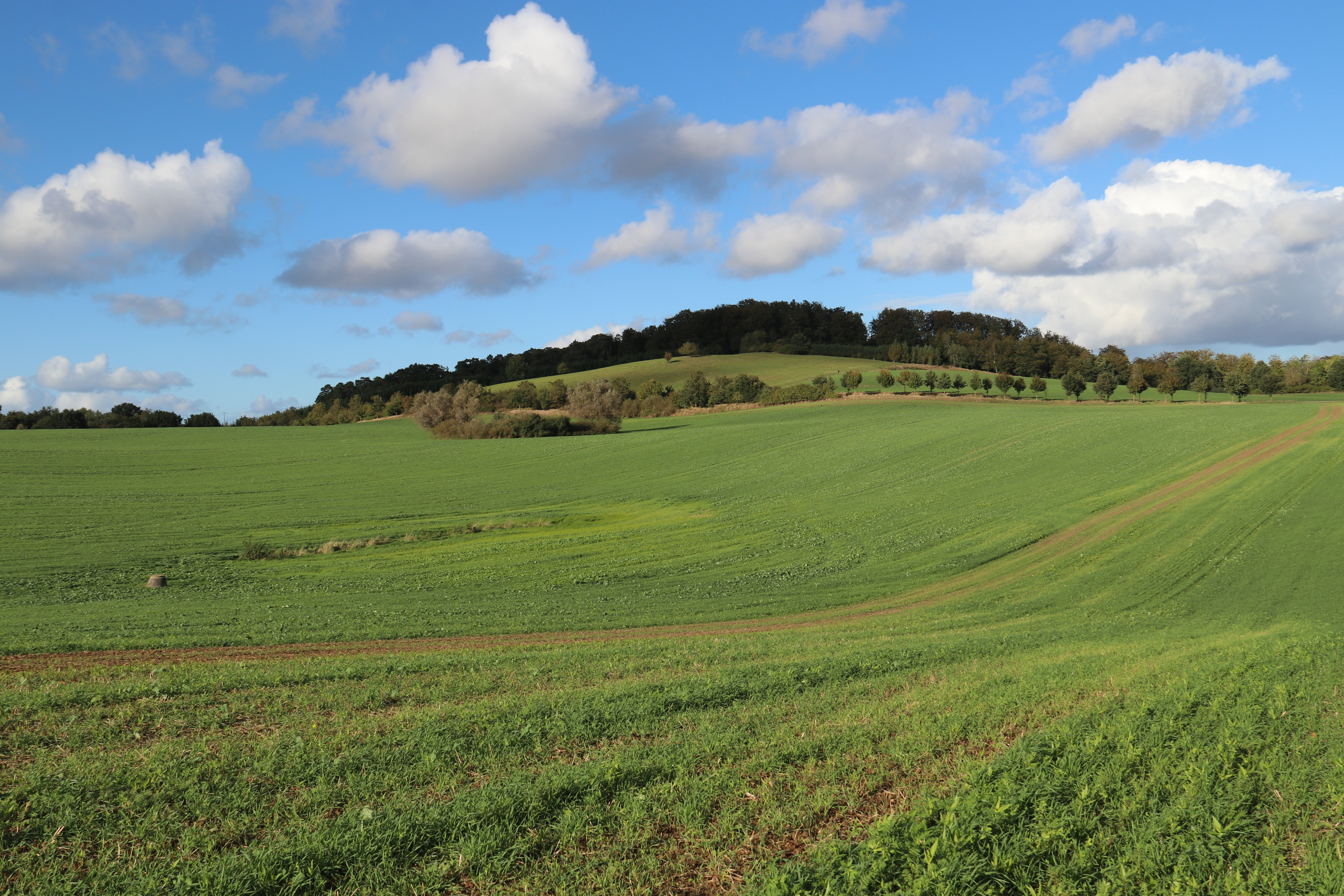
Homberg Foto 2024

Name, Höhe (m ü. NHN), Lage (Landkreis/Landschaft/Ortschaft)
1. Röthelberg (98 m), Landkreis Rostock, Mecklenburgische Schweiz
2. Homberg (96 m), Landkreis Ludwigslust-Parchim, bei Brahlstorf

1. Hütterberg (95,7 m), Landkreis Nordwestmecklenburg
2. Hellberg (93 m), Landkreis Nordwestmecklenburg, bei Roggendorf
3. Rugard (90 m), Landkreis Vorpommern-Rügen, bei Bergen auf Rügen, Jasmund, Rügen
4. Weinberg (86,1 m), Neumühle, höchste Erhebung im Stadtgebiet von Schwerin
5. Schlossberg (86 m), Landkreis Rostock, Kühlung
6. Spreensberg (85,2 m), Landkreis Ludwigslust-Parchim, bei Spornitz
7. Höchster Berg (84,2 m), Landkreis Rostock
8. Budenberg (83 m), Landkreis Rostock, Kühlung
9. Franzosenberg (82 m), Landkreis Rostock, Kühlung
10. Schwarzer Berg (79,5 m), Landkreis Ludwigslust-Parchim, am Ostufer des Kritzower Sees südwestlich von Barkow[1]
11. Fuchsberg (76,5 m), Klein Rogahn, Landkreis Ludwigslust-Parchim
12. namenlose Erhebung? (72,8 m), in den Göhrener Tannen, Schwerin
13. Bakenberg (72,5 m), Landkreis Vorpommern-Rügen, Dornbusch, höchste Erhebung der Insel Hiddensee
14. Steinberg (71 m), Landkreis Ludwigslust-Parchim, höchste Erhebung des Wanzebergs
15. Dolger Berg (71 m), Prisannewitz, Landkreis Rostock
16. Golm (69 m), höchste Erhebung der Insel Usedom, Landkreis Vorpommern-Greifswald, bei Kamminke und Garz
17. Schever Barg (69 m), Landkreis Rostock, bei Groß Grabow
18. Freundschaftshöhe (66 m), Landkreis Rostock, bei Rostock in der Rostocker Schweiz
19. Bakenberg (66 m), Landkreis Vorpommern-Rügen, Zickersche Berge, höchste Erhebung der Halbinsel Mönchgut
20. Streckelsberg (58 m), Landkreis Vorpommern-Greifswald, Insel Usedom, bei Koserow
21. Langer Berg (54,1 m), Landkreis Vorpommern-Rügen, Gemarkung Marlow-Gresenhorst
22. Hellberg (54,0 m), Gemarkung Sarnow, Landkreis Vorpommern-Greifswald
23. Wahrenskenberg (52,2 m), Landkreis Mecklenburgische Seenplatte, Gemarkung Basedow-Gessin
24. Ziesaberg (49 m), Landkreis Vorpommern-Greifswald, bei Wolgast
25. Kikelberg (27 m), Landkreis Nordwest-Mecklenburg,  höchste Erhebung der Insel Poel
26. Bakelberg (18 m), Landkreis Vorpommern-Rügen, bei Ahrenshoop, höchste Erhebung auf dem Fischland
27. Schifferberg, (14,8 m), Landkreis Vorpommern-Rügen, Fischland/Ahrenshoop